# Fischbeker Heide
Fischbeker Heide este o arie protejată (arie specială de conservare — SAC, sit de importanță comunitară — SCI) din Germania întinsă pe o suprafață de 763 ha, integral pe uscat.

## Localizare
Centrul sitului Fischbeker Heide este situat la coordonatele 53°27′02″N 9°51′07″E / 53.4506°N 9.8519°E.

## Înființare
Situl Fischbeker Heide a fost declarat sit de importanță comunitară în martie 1998 pentru a proteja 3 specii de animale. Situl a fost protejat și ca arie specială de conservare în august 2016.

## Biodiversitate
Situată în ecoregiunea atlantică, aria protejată conține 9 habitate naturale: Lacuri eutrofice naturale cu vegetație de tip Magnopotamion sau Hydrocharition, Lacuri și iazuri distrofice naturale, Pajiști umede nord-atlantice cu Erica tetralix, Pajiști uscate europene, Formațiuni ierboase bogate în specii de Nardus, dezvoltate pe substraturi silicioase în zone montane (și în zone submontane, în Europa continentală), Mlaștini turboase de tranziție și turbării mișcătoare, Păduri de fag Luzulo-Fagetum, Păduri acidofile de stejar bătrân cu Quercus robur pe câmpii nisipoase, Mlaștini împădurite.
La baza desemnării sitului se află mai multe specii protejate de  păsări (3): caprimulg (Caprimulgus europaeus), ciocănitoare neagră (Dryocopus martius), ciocârlie de pădure (Lullula arborea)